# دوچرخه‌سواری در المپیک تابستانی ۱۹۶۴
دوچرخه‌سواری در بازی‌های المپیک تابستانی ۱۹۶۴ نام رویداد ورزش دوچرخه‌سواری در بازی‌های المپیک تابستانی بود که در سال ۱۹۶۴ برگزار شد. این مسابقات که فقط برای مردان بود از دو بخش دوچرخه‌سواری جاده و پنج بخش دوچرخه‌سواری پیست تشکیل شده بود.

## نتایج

### جاده
| رویداد             | طلا                                                             | نقره                                                                              | برنز                                                                 |
| رقابت انفرادی جاده | ماریو زانین · ایتالیا                                           | Kjeld Rodian · دانمارک                                                            | والتر خودفروت · بلژیک                                                |
| تایم تریل تیمی     | هلند (NED) · بارت زوت · اورت دولمان · خربن کارستنس · یان پیترسه | ایتالیا (ITA) · فروچیو مانزا · سئورینو آندرئولی · لوسیانو دالا بونا · پیترو گوئرا | سوئد (SWE) · استور پترسون · اسون هامرین · اریک پترسون · گوستا پترسون |

| رویداد             | طلا                                                                                | نقره                                                                            | برنز                                                              |
| تعقیبی انفرادی     | Jiří Daler · چکسلواکی                                                              | جورجو اورسی · ایتالیا                                                           | پربن ایساکسون · دانمارک                                           |
| تعقیبی تیمی        | تیم متحد آلمان (EUA) · ارنست اشترنگ · لوتار کلسگس · کارل-هاینتس هنریکس · کارل لینک | ایتالیا (ITA) · فرانکو تستا · سنسیو مانتووانی · کارلو رانکاتی · لوئیجی رونکالیا | هلند (NED) · کور اسخورینگ · هنک کورنلیسه · خرارد کول · یاپ اودکرک |
| اسپرینت            | جووانی پتنلا · ایتالیا                                                             | سرجو بیانکتو · ایتالیا                                                          | دانیل مورلون · فرانسه                                             |
| تاندم              | آنجلو دامیانو · و سرجو بیانکتو · ایتالیا                                           | ایمانتس بودنیکس · و ویکتور لیگونوف · اتحاد شوروی                                | ویلی فوگرر · و کلاوس کوبوش · تیم متحد آلمان                       |
| ۱۰۰۰ متر تایم تریل | پاتریک سرکو · بلژیک                                                                | جووانی پتنلا · ایتالیا                                                          | پیر ترنتن · فرانسه                                                |

## جدول مدال‌ها
| رتبه | کشورها         | طلا | نقره | برنز | مجموع |
| ۱    | ایتالیا        | ۳   | ۵    | ۰    | ۸     |
| ۲    | بلژیک          | ۱   | ۰    | ۱    | ۲     |
| ۲    | هلند           | ۱   | ۰    | ۱    | ۲     |
| ۲    | تیم متحد آلمان | ۱   | ۰    | ۱    | ۲     |
| ۵    | چکسلواکی       | ۱   | ۰    | ۰    | ۱     |
| ۶    | دانمارک        | ۰   | ۱    | ۱    | ۲     |
| ۷    | اتحاد شوروی    | ۰   | ۱    | ۰    | ۱     |
| ۸    | فرانسه         | ۰   | ۰    | ۲    | ۲     |
| ۹    | سوئد           | ۰   | ۰    | ۱    | ۱     |